# Сквер Товстоногова
Сквер Товстоно́гова — сквер в Петроградском районе Санкт-Петербурга. Находится внутри жилой застройки Петроградской стороны, ограничен домами № 1, 3 и 5 по Троицкой площади, № 1 и 3 по улице Куйбышева и № 4 по Петровской набережной.
Сквер был назван именем выдающегося режиссёра Георгия Товстоногова 8 мая 2010 года на заседании городской топонимической комиссии.
7 октября 2010 года в сквере был открыт памятник маэстро работы скульптора Ивана Корнеева и архитектора Вячеслава Бухаева. Инициатором создания памятника выступила администрация Санкт-Петербурга. Торжественную церемонию открытия провели сестра режиссёра Натела Товстоногова, актёры Алиса Фрейндлих, Олег Басилашвили и губернатор В. И. Матвиенко. Это событие широко освещалось в городских СМИ.